# Toendraspitsmuis
De toendraspitsmuis (Sorex tundrensis)  is een zoogdier uit de familie der spitsmuizen (Soricidae). De wetenschappelijke naam van de soort werd voor het eerst geldig gepubliceerd door Clinton H. Merriam in 1900.

## Versrpeidingsgebied
Het verspreidingsgebied strekt zich uit van het stroomgebied van de rivier Petsjora en de westelijke hellingen van het Oeralgebergte, over een breed front in oostelijke richting tot aan het noordoosten van China en het Tsjoektsjenschiereiland. Wordt daarnaast ook in Noord-Amerika aangetroffen in Alaska en het noordwesten van Canada.